# Сокровищница заслуг
Сокро́вищница заслу́г или Сокро́вищница до́брых дел или Запа́с сверхдо́лжных дел (лат. thesaurus — сокровищница, хранилище, склад, вместилище; лат. scrinium — круглый ящик, ларец, хранилище) — догмат, введенный в Средние века в католическое богословие: совокупность добрых дел, совершенных Иисусом Христом, а также сверхдолжные дела — излишние добрые дела, которые совершили святые, которые не нужны были им самим для того, чтобы получить вечную жизнь и блаженства в будущей жизни.
Согласно учению Римско-Католической церкви, изложеному например Папой Римским Павлом VI в лат. «Indulgentiarum Doctrina» («Учении о индульгенции»), многие великие святые оставили для Церкви целую неисчерпаемую сокровищницу заслуг — «сверхдолжных добрых дел». Благодаря добрым делам Христа и сверхдолжным делам святых существует сокровищница заслуг. Эта сокровищница нужна для того, чтобы затем грешники могли бы воспользоваться богатствами для своего спасения из этой сокровищницы; поскольку своих собственных дел у грешников не хватает. Благодаря общению между святыми и грешниками, последние могут получать из этой сокровищницы милости. Распорядителем милостей из этой сокровищницы является Католическая церковь, в первую очередь в лице видимой главы Католической церкви, как её верховного иерарха — Папы Римского. В зависимости от усердия грешника Понтифик может брать богатства из сокровищницы и предоставлять их грешному человеку, поскольку своих собственных добрых дел для спасения у человека не хватает. С понятием «сокровищница заслуг» непосредственно связано понятие «индульгенция».  Сокровищница не уменьшается и неисчерпаема.
В Православной церкви отрицается учение о сверхдолжных делах, отрицается наличие сокровищницы и тем более возможность ими распоряжаться.
Особенно сильной критике это учение подвергли протестанты во время Реформации, например Мартин Лютер в своих 95 тезисах. Протестанты полностью отказались от учения о наличии сокровищницы добрых дел.